# Washington překračuje řeku Delaware
Washington překračuje řeku Delaware (anglicky Washington Crossing the Delaware) je nejslavnější obraz malíře Emanuela Leutzeho a je připomínkou slavného přechodu zamrzlé řeky Delaware vojsky pod velením George Washingtona 25. prosince 1776 a následného vítězství Američanů v bitvě u Trentonu proti tzv. Hesenským. V současné době je umístěn v Metropolitním muzeu umění v New Yorku.

## Obraz jako symbol boje za nezávislost USA
Obraz má mnoho kopií a jedna z nich je vystavena v západním křídle Bílého domu. Obraz byl také inspirací pro mnoho umělců, kteří námět z obrazu ztvárnili jako opery, knihy…